# Ellen Moberg

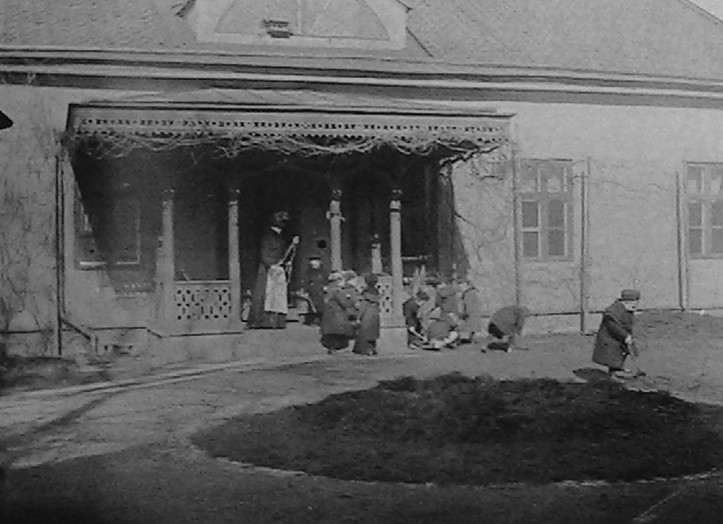
Ellen Mobergs föräldrahem på Skolgatan 18 i Norrköping, där den första barnträdgården öppnade 1899

Ellen Catharina Moberg, född 6 december 1874 i Norrköpings Sankt Olai, död där 20 juli 1955, var en svensk förskolepionjär. 
Hon var dotter till läkaren Wilhelm Moberg samt syster till dermatologen Ludvig Moberg och orientalisten Axel Moberg, samt förskolepionjären Maria Moberg, som hon arbetade tätt tillsammans med. Systrarna Moberg drev Sveriges första folkkindergarten, Fröbelstugan, i Norrköping från 1904. De grundade Fröbelinstitutet i Norrköping 1909 och Ellen och Maria Moberg var tillsammans dess föreståndare 1909–1939. Hon var ledamot av stadsfullmäktige i Norrköping 1919–1926, vice ordförande i Sveriges Fröbelförbund 1918–1919, ordförande där 1920–1944 samt föreståndare för Sveriges barnträdgårdslärarinnors riksförbunds förmedlingsbyrå i Stockholm 1940–1944. 
Ellen Moberg tilldelades Illis quorum 1933. Hon är begravd på Matteus begravningsplats i Norrköping.